# John Pakington (7e baron Hampton)
 (janvier 2023).
Pour les articles homonymes, voir Pakington.
John Humphrey Arnott Pakington, 7e baron Hampton (né le 24 décembre 1964) est un pair héréditaire britannique et un membre crossbencher de la Chambre des lords.

## Biographie
Lord Hampton devient membre de la Chambre en octobre 2022, après avoir été élu lors d'une élection partielle chez les pairs héréditaires.
Il vit à Hackney, Londres et a auparavant travaillé comme photographe et chef de département dans une école publique locale.